# Britt Ekland
Britt-Marie Ekland (AFI: [ˈbrɪtː maˈriː ˈěːkland]) (Stoccolma, 6 ottobre 1942) è un'attrice e personaggio televisivo svedese.

## Biografia

Con Totò ne Il comandante (1963)

Cresciuta in una famiglia con tre fratelli, con la madre morta giovane di Alzheimer, studiò arte drammatica e iniziò appena ventenne la carriera di attrice, diventando in Italia quasi immediatamente una stella. Nel 1963 recitò nel film Il comandante (con Totò). Dal 1964 al 1968 dominò le cronache rosa per il suo matrimonio con Peter Sellers, dal quale ebbe una figlia, Victoria. Il rapporto fu turbolento e terminò con il divorzio. I due recitarono anche insieme in due film, Caccia alla volpe (1966) e Il magnifico Bobo (1967).
Nel 1970 fu protagonista del film I cannibali di Liliana Cavani. Nel 1972 venne ingaggiata dalla Amicus Productions per prendere parte al suo primo film horror, La morte dietro il cancello, accanto a Peter Cushing e Patrick Magee. Nel 1973 recitò in The Wicker Man, che, a causa di una scena in cui danzava nuda, fu censurato. L'anno successivo fu la "Bond girl" Mary Goodnight nel film Agente 007 - L'uomo dalla pistola d'oro. Nella seconda metà degli anni settanta tornò al centro dei gossip per un altro rapporto tormentato, stavolta con il cantante Rod Stewart. Nel 1984 sposò Slim Jim Phantom, batterista degli Stray Cats, da cui ebbe un figlio, prima di divorziare nel 1992.
Nell'ultima parte della carriera operò principalmente a teatro e in televisione. Il suo ultimo film fu The Children del 1990, in cui recitò accanto a Ben Kingsley e Kim Novak. Comparve sul palcoscenico del Regent Theatre di Stoke-on-Trent in Cenerentola nel dicembre 1999 e nel gennaio 2000. 
Nel dicembre 2007 prese parte al reality show svedese Stjärnorna på slottet ('stelle al castello') insieme a Peter Stormare, Arja Saijonmaa, Jan Malmsjö e Magnus Härenstam. Nel dicembre 2007 e gennaio 2008 recitò ancora in Cenerentola al Wyvern Theatre di Swindon. Nel gennaio 2008 fu guest star nello spettacolo televisivo britannico Loose Women. 
Dal dicembre 2008 al gennaio 2009, Britt Ekland recitò in Cenerentola presso lo Shaw Theatre in Londra. In una rara occasione in cui cantava, cantò la canzone My Prince, originalmente registrato da Lara Pulver nell'album Act One – Songs from the Musicals of Alexander S. Bermange. Nei 2009–10, ebbe la parte della buona fata in Cenerentola al Princess Theatre di Torquay. Nel dicembre 2010 recitò nella parte della fata Pea Pod in Jack and the Beanstalk presso il Kings Theatre di Southsea. Recitò poi in altre pantomime nel Teatro Reale di Windsor nel 2011 e 2012.
Nel 2010, Ekland prese parte al reality show I'm a Celebrity...Get Me Out of Here! (Sono una celebrità...portami via di qui!).
Nella stagione 2013 fu una delle Svenska Hollywoodfruar (Donne svedesi di Hollywood) sul canale TV3 della televisione svedese. Partecipò alla trasmissione del quarto canale TV svedese  Let's Dance 2018 (Balliamo 2018) e fu la prima ad essere eliminata il 30 marzo piazzandosi undicesima.
Nel 2020, la Ekland comparve nella quarta stagione di The Real Marigold Hotel della BBC TV.

## Trasposizioni cinematografiche
Nel 2004 Charlize Theron ha interpretato il ruolo di Britt Ekland nel film Tu chiamami Peter, dedicato alla vita di Peter Sellers, primo marito dell'attrice svedese.

## Filmografia parziale

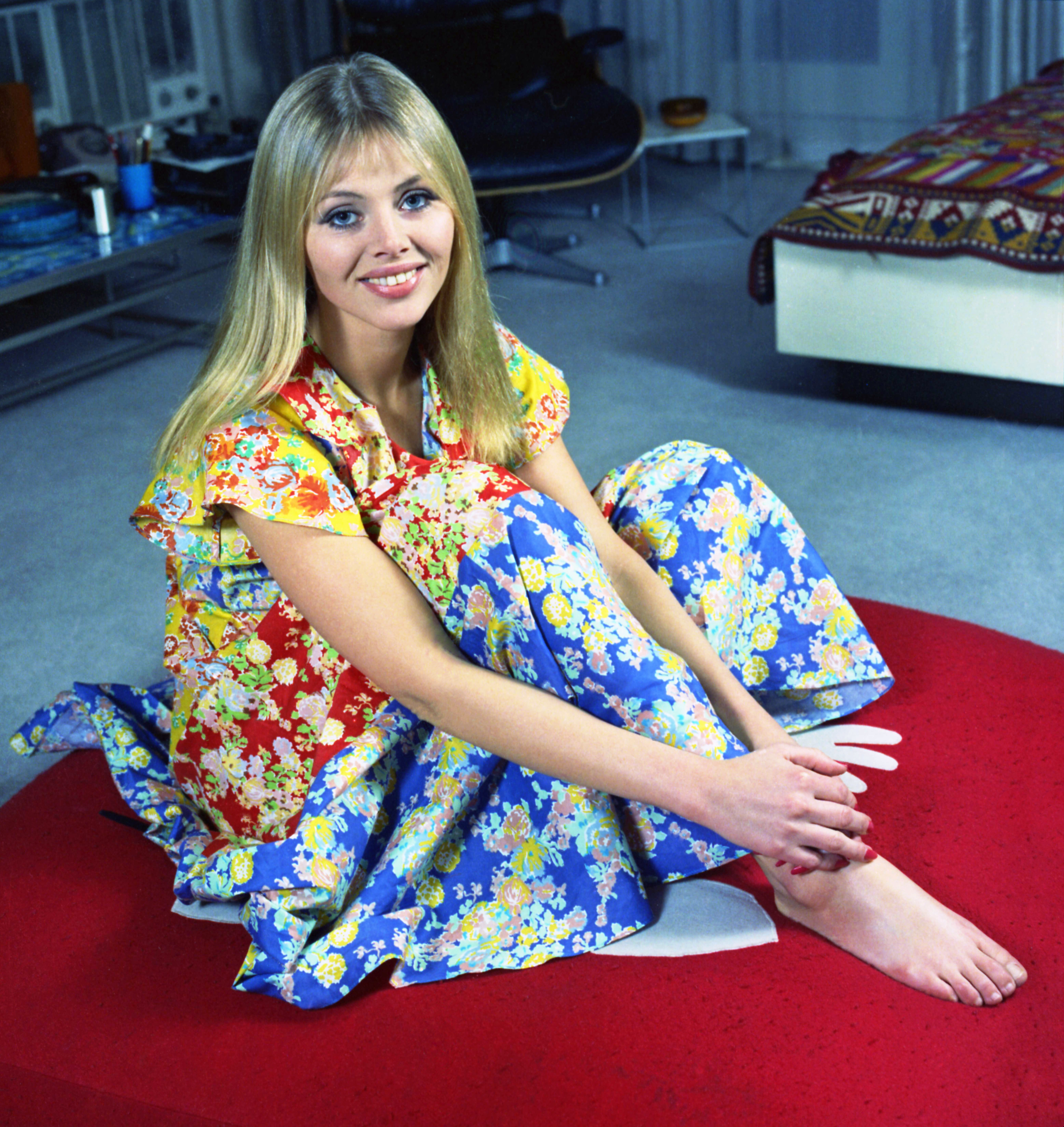
Britt Ekland ritratta da Allan Warren

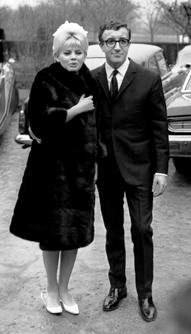
Britt Ekland assieme a Peter Sellers nel 1964

### Cinema
- Cafè Europa (G.I. Blues), regia di Norman Taurog (1960)
- Furto su misura (The Happy Thieves), regia di George Marshall (1961)
- Kort är sommaren, regia di Bjarne Henning-Jensen (1962)
- Il comandante, regia di Paolo Heusch (1963)
- Il diavolo, regia di Gian Luigi Polidoro (1963)
- Compagnia di codardi? (Advance to the Rear), regia di George Marshall (1964)
- Non disturbate (Do Not Disturb), regia di Ralph Levy (1965)
- L'emblema di Viktor (Too Many Thieves), regia di Abner Biberman (1966)
- Caccia alla volpe, regia di Vittorio De Sica (1966)
- Doppio bersaglio (The Double Man), regia di Franklin Schaffner (1967)
- Il magnifico Bobo (The Bobo), regia di Robert Parrish (1967)
- L'emblema di Viktor (Too Many Thieves), regia di Abner Biberman (1967)
- Quella notte inventarono lo spogliarello (The Night They Raided Minsky's), regia di William Friedkin (1968)
- Gli intoccabili, regia di Giuliano Montaldo (1969)
- Nell'anno del Signore, regia di Luigi Magni (1969)
- Un assassino per un testimone (Stiletto), regia di Bernard L. Kowalski (1969)
- I cannibali, regia di Liliana Cavani (1970)
- Al di là del ponte (Tintomara), regia di Hans Abramson (1970)
- Champagne per due dopo il funerale (Endless Night), regia di Sidney Gilliat (1971)
- Il complesso del trapianto (Percy), regia di Ralph Thomas (1971)
- Carter, regia di Mike Hodges (1971)
- La morte dietro il cancello (Asylum), regia di Roy Ward Baker (1972)
- La tua presenza nuda!, regia di Andrea Bianchi (1972)
- Tempo d'amare (A Time for Loving), regia di Christopher Miles (1972)
- Baxter!, regia di Lionel Jeffries (1973)
- The Wicker Man, regia di Robin Hardy (1973)
- Orgasmo bianco (The Ultimate Thrill), regia di Robert Butler (1974)
- Agente 007 - L'uomo dalla pistola d'oro (The Man with the Golden Gun), regia di Guy Hamilton (1974)
- Royal Flash - L'eroico fifone (Royal Flash), regia di Richard Lester (1975)
- Due tigri e una carogna (High Velocity), regia di Remi Kramer (1976)
- Casanova & Company (Casanova & Co.), regia di Franz Antel (1977)
- La razza schiava (Slavers), regia di Jürgen Goslar (1978)
- Il prigioniero di Zenda (The Prisoner of Zenda), regia di Richard Quine (1979)
- Il club dei mostri (The Monster Club), regia di Roy Ward Baker (1980)
- Erotic Images, regia di Declan Langlan (1983)
- Passione ambigua (Love Scenes), regia di Bud Townsend (1984)
- Marbella, regia di Miguel Hermoso (1985)
- Dal college con furore (Fraternity Vacation), regia di James Frawley (1985)
- La crociera della morte (Moon in Scorpio), regia di Gary Graver (1987)
- Beverly Hills Vamp, regia di Fred Olen Ray (1989)
- Scandal - Il caso Profumo (Scandal), regia di Michael Caton-Jones (1989)
- Cold Heat, regia di Ulli Lommel (1989)
- The Children, regia di Tony Palmer (1990)

### Televisione
- The Six Million Dollar Man: Wine, Women and War, regia di Russ Mayberry – film TV (1973)
- Uno sceriffo a New York (McCloud) – serie TV, 2 episodi (1972-1977)
- Battlestar Galactica – serie TV, 2 episodi (1978)
- Il ritorno di Simon Templar (Return of the Saint) – serie TV, episodio 1x19 (1979)
- Agenti speciali ONU missione Eiffel (The Hostage Tower), regia di Claudio Guzman – film TV (1980)
- La valle delle bambole (Jacqueline Susann's Valley of the Dolls), regia di Walter Grauman – miniserie TV (1981)
- Love Boat (The Love Boat) – serie TV, 2 episodi (1980-1982)
- Fantasilandia (Fantasy Island) – serie TV, 4 episodi (1980-1983)
- Simon & Simon – serie TV, 1 episodio (1985)

## Doppiatrici italiane
Nelle versioni in italiano delle opere in cui ha recitato, Britt Ekland è stata doppiata da:
- Maria Pia Di Meo in Gli intoccabili, Nell'anno del Signore
- Melina Martello in Quella notte inventarono lo spogliarello
- Rita Savagnone in Champagne per due dopo il funerale
- Vittoria Febbi in Agente 007 - L'uomo dalla pistola d'oro